# متاورس

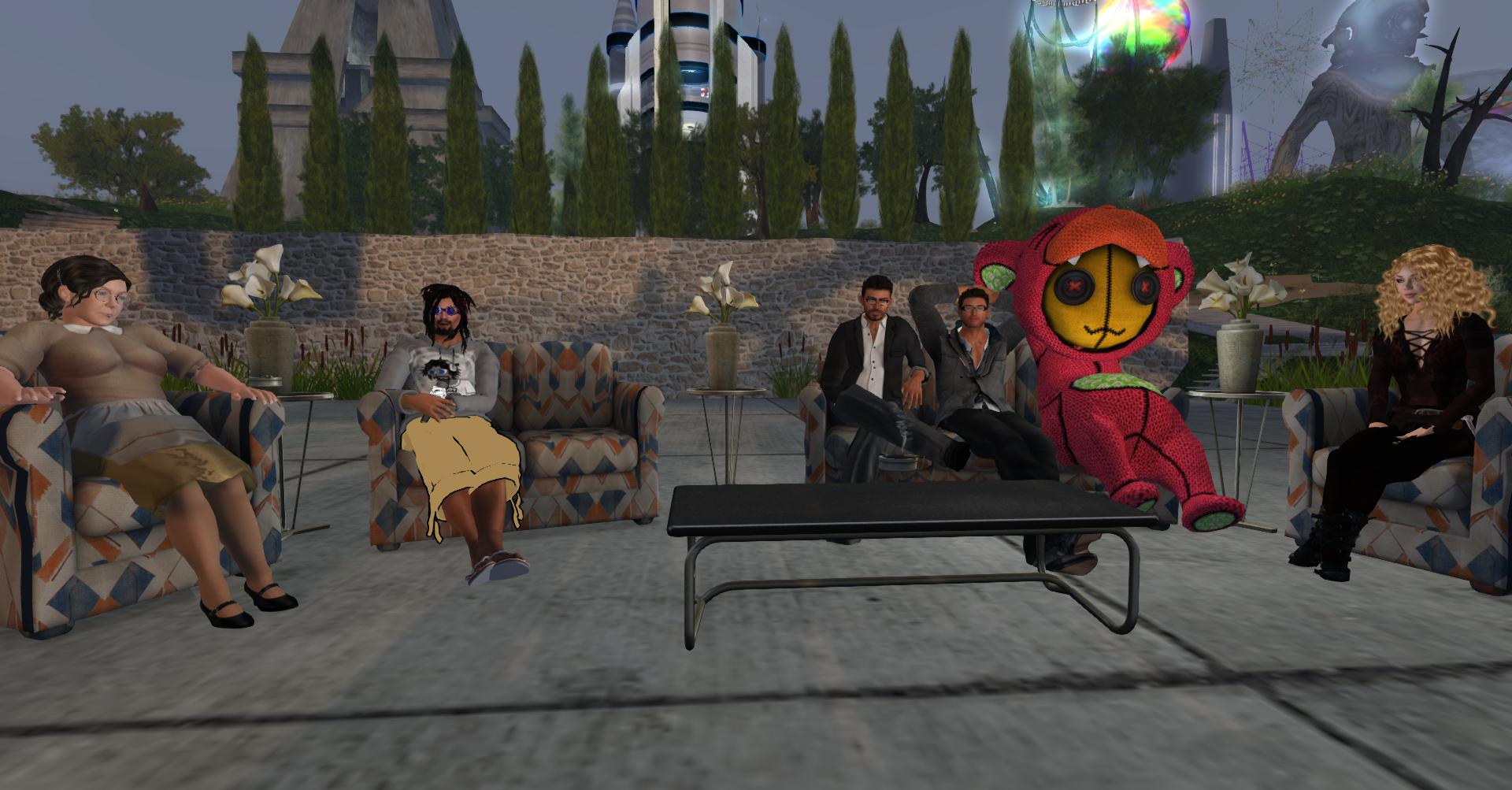
آواتارها در دنیای مجازی بازی زندگی دوم

متاورس یا فراجهان (به انگلیسی: Metaverse) مفهومی از آینده اینترنت است که به دنیای مجازی سه‌بعدی، تعاملی و پایدار اشاره دارد. در متاورس، کاربران با استفاده از آواتارهای دیجیتال می‌توانند در یک محیط واقع‌گرایانه مجازی حرکت کنند، تعامل داشته باشند، آموزش ببینند، کار کنند و حتی دارایی‌های دیجیتال داشته باشند. متاورس فراتر از بازی یا شبکه‌های اجتماعی است و به‌عنوان بستری برای تلفیق دنیای واقعی و دیجیتال عمل می‌کند.
برای درک بهتر آن تصور کنید دنیایی وجود دارد که در آن بدون نیاز به خروج از خانه، تنها با استفاده از یک وسیله شبیه عینک، می‌توانید در یک کنسرت زنده حضور داشته باشید، صدای موسیقی را از همه جهات بشنوید و حتی کنار دوستانتان در صف اول بایستید. یا اینکه به یک پارک مجازی بروید، در کنار دوستان خود قدم بزنید، با آن‌ها صحبت کنید و مناظر زیبایی را تماشا کنید، بدون اینکه واقعاً از جایتان تکان بخورید. حتی می‌توانید وارد یک فضای کاری دیجیتال شوید، پشت میزتان بنشینید، با همکارانتان از سراسر دنیا گفتگو کنید، فایل‌های کاری را به اشتراک بگذارید و درست مانند یک دفتر واقعی در جلسات شرکت کنید. این دنیای شگفت‌انگیز چیزی نیست جز متاورس؛ جایی که مرز بین دنیای فیزیکی و دیجیتال از بین می‌رود و شما می‌توانید هر چیزی را که در دنیای واقعی تجربه می‌کنید، به‌صورت مجازی نیز داشته باشید.
برای ایجاد چنین دنیایی، چندین فناوری پیشرفته با یکدیگر ترکیب شده‌اند. متاورس با استفاده از واقعیت مجازی (VR)، واقعیت افزوده (AR) و بلاک‌چین ساخته می‌شود و این فناوری‌ها باعث می‌شوند تجربه‌ای کاملاً یکپارچه و تعاملی برای کاربران فراهم شود. شما در این دنیا نه‌تنها سرگرم می‌شوید، بلکه می‌توانید کسب‌وکار خود را راه‌اندازی کنید، سرمایه‌گذاری کنید و حتی زندگی دیجیتالی خود را مدیریت کنید. متاورس، آینده‌ای است که در آن دنیای واقعی و دیجیتال کاملاً در هم ادغام خواهند شد.

## فناوری‌های پایه
متاورس بر پایه‌ی چند فناوری پیشرفته توسعه می‌یابد:
- واقعیت مجازی (VR): کاربران با استفاده از هدست‌های VR وارد دنیای سه‌بعدی شده و به‌صورت واقعی‌نما با محیط تعامل می‌کنند. این هدست‌ها شامل نمایشگر، حسگرهای حرکتی و کنترلرهایی برای تعامل هستند.
- واقعیت افزوده (AR): برخلاف VR که شما را به دنیایی کاملاً مجازی منتقل می‌کند، AR عناصر دیجیتال را به دنیای واقعی اضافه می‌کند. این فناوری معمولاً با گوشی‌های هوشمند یا عینک‌های AR مانند HoloLens قابل استفاده است.
- بلاک‌چین: ستون فقرات اقتصاد متاورس است. دارایی‌های دیجیتال مانند زمین، لباس یا آثار هنری به‌صورت توکن‌های غیرقابل‌معاوضه (NFT) ثبت می‌شوند. بلاک‌چین امنیت، شفافیت و مالکیت واقعی این دارایی‌ها را تضمین می‌کند.

## ریشهٔ نام
واژهٔ متاورس برای اولین‌بار در سال ۱۹۹۲ در رمان علمی تخیلی نیل استیونسن به اسم خرابی برفکی، ابداع شد جایی که انسان‌ها با استفاده از آواتارهای قابل برنامه‌ریزی، با یکدیگر و عوامل نرم‌افزاری در فضای مجازی سه بعدی که از دنیای واقعی شبیه‌سازی شده‌است ارتباط دارند.

### کاربردها
متاورس می‌تواند در حوزه‌های مختلفی به کار گرفته شود:
- آموزش: مدارس و دانشگاه‌ها می‌توانند کلاس‌های تعاملی مجازی برگزار کنند که در آن دانش‌آموزان تجربه‌ای نزدیک به حضور واقعی دارند.
- تجارت: فروشگاه‌های مجازی، نمایشگاه‌های آنلاین و تعامل مستقیم با مشتریان از طریق آواتارها ممکن می‌شود.
- سلامت: پزشکان می‌توانند در محیط‌های شبیه‌سازی‌شده آموزش ببینند یا حتی جراحی‌های از راه دور انجام دهند.
- سرگرمی: شرکت در کنسرت‌های مجازی، اجرای تئاتر، یا بازی‌های چندنفره تعاملی تنها بخشی از تجربیات متاورس هستند.

- کار و جلسات مجازی: افراد می‌توانند در دفاتر دیجیتال ملاقات داشته باشند، اسناد را به اشتراک بگذارند و به‌صورت واقعی‌نما همکاری کنند.[۵]

## چالش‌ها و محدودیت‌های متاورس[۶]
با وجود پتانسیل بالای متاورس، این فناوری همچنان با چالش‌ها و محدودیت‌های متعددی روبه‌رو است که مانع از توسعه سریع و همه‌گیر شدن آن می‌شوند. در ادامه به مهم‌ترین مشکلات و موانع متاورس اشاره می‌کنیم.

### هزینه‌های بالای سخت‌افزار
یکی از بزرگ‌ترین موانع ورود افراد به متاورس، نیاز به سخت‌افزارهای پیشرفته و گران‌قیمت است. برای تجربه واقعی متاورس، کاربران نیاز به هدست‌های واقعیت مجازی (VR)، عینک‌های واقعیت افزوده (AR) و سیستم‌های پردازش قوی دارند. در حال حاضر، قیمت این تجهیزات بالا بوده و بسیاری از کاربران عادی قادر به خرید آن‌ها نیستند. با پیشرفت فناوری، انتظار می‌رود که هزینه این تجهیزات کاهش یابد، اما در حال حاضر این یک مانع جدی محسوب می‌شود.

### مصرف زیاد انرژی و تأثیرات زیست‌محیطی
متاورس برای پردازش محیط‌های سه‌بعدی پیچیده، نیاز به مراکز داده (Data Centers) قوی دارد که مصرف برق بسیار بالایی دارند. علاوه بر این، استفاده از بلاک‌چین برای ثبت تراکنش‌ها و مالکیت دارایی‌ها در متاورس، نیاز به حل مسائل پیچیده ریاضی دارد که به قدرت پردازش زیادی احتیاج دارد. به همین دلیل، برخی کارشناسان نگران تأثیرات زیست‌محیطی این فناوری هستند و راه‌حل‌هایی مانند بلاک‌چین‌های کم‌مصرف‌تر (مانند Proof of Stake به‌جای Proof of Work) در حال بررسی هستند.

### سرعت پایین اینترنت و نیاز به زیرساخت قوی
متاورس به اینترنت پرسرعت و پایدار نیاز دارد تا کاربران بتوانند به‌صورت هم‌زمان در محیط‌های سه‌بعدی تعامل داشته باشند. در بسیاری از نقاط جهان، دسترسی به اینترنت 5G یا فیبر نوری هنوز محدود است و این می‌تواند تجربه کاربران را تحت تأثیر قرار دهد. بدون اینترنت پرسرعت، متاورس نمی‌تواند عملکرد روان و بدون تاخیر داشته باشد.

### حفظ حریم خصوصی و امنیت داده‌ها
در متاورس، کاربران اطلاعات شخصی زیادی را به اشتراک می‌گذارند، از حرکات بدن گرفته تا صدا و حتی داده‌های بیومتریک. این موضوع نگرانی‌هایی درباره حریم خصوصی کاربران ایجاد می‌کند. در صورتی که این داده‌ها در دسترس شرکت‌های بزرگ فناوری یا هکرها قرار بگیرد، می‌تواند مشکلات امنیتی جدی ایجاد کند. به همین دلیل، باید استانداردهای امنیتی بالایی برای حفاظت از داده‌های کاربران در متاورس در نظر گرفته شود.

### هویت دیجیتال و خطر تقلب
یکی از چالش‌های بزرگ متاورس، احراز هویت کاربران است. در دنیای مجازی، هر فرد می‌تواند با آواتارهای مختلفی حضور داشته باشد، اما این موضوع می‌تواند منجر به کلاهبرداری‌های هویتی، تقلب، و حتی جرایم سایبری شود. به همین دلیل، نیاز به روش‌های قابل اعتماد برای احراز هویت کاربران و جلوگیری از سوءاستفاده‌ها ضروری است.

### عدم سازگاری بین پلتفرم‌ها
در حال حاضر، متاورس یک اکوسیستم یکپارچه نیست و هر شرکت پلتفرم مخصوص به خود را توسعه می‌دهد. به عنوان مثال، متای فیس‌بوک، مایکروسافت متاورس و Sandbox همگی محیط‌های جداگانه‌ای دارند که کاربران نمی‌توانند دارایی‌های خود را از یک پلتفرم به دیگری منتقل کنند. این عدم سازگاری باعث می‌شود که تجربه کاربری محدود شود و برای داشتن یک متاورس واقعی، نیاز به استانداردهای یکپارچه‌سازی وجود دارد.

### چالش‌های قانونی و حقوقی
متاورس هنوز چارچوب‌های قانونی شفافی ندارد. حقوق مالکیت دیجیتال، جرایم سایبری، مقررات مالی، و قوانین حفاظت از داده‌ها از جمله موضوعاتی هستند که دولت‌ها هنوز نتوانسته‌اند برای آن‌ها قوانین مشخصی وضع کنند. همچنین، بحث مالیات بر دارایی‌های دیجیتال و تراکنش‌های انجام‌شده در متاورس نیز هنوز چالش‌برانگیز است.

## در فرهنگ عامه
از فیلم‌ها و پویانمایی‌های علمی تخیلی در حوزهٔ متاورس می‌توان به فیلم بازیکن شماره یک آماده و انیمه سورت آرت آنلاین اشاره کرد.

## رویدادهای مرتبط با متاورس در ایران
در ایران، توجه به فناوری‌های جدید همچون متاورس رو به افزایش است. در این راستا، اخیراً خبری دربارهٔ برگزاری یک نشست تخصصی در تهران منتشر شده است که در آن متخصصان و کارشناسان به بررسی ابعاد مختلف متاورس و تأثیرات آن بر جنبه‌های مختلف زندگی پرداخته‌اند. این نشست به منظور آشنایی بیشتر جامعه با مفاهیم و کاربردهای متاورس برگزار شده است.

## فهرست متاورس‌ها
در ادامه، فهرستی از برخی از مهم‌ترین متاورس‌های موجود در جهان ارائه شده است:
- دیسنترالند (Decentraland)

یک دنیای مجازی غیرمتمرکز بر بستر بلاک‌چین اتریوم که به کاربران امکان خرید، فروش و توسعه زمین‌های مجازی را می‌دهد.
- ساندباکس (The Sandbox)

پلتفرمی برای ساخت، خرید و فروش دارایی‌های دیجیتال و بازی‌های مبتنی بر بلاک‌چین که به کاربران اجازه می‌دهد دنیای مجازی خود را بسازند.
- اکسی اینفینیتی (Axie Infinity)

بازی مبتنی بر بلاک‌چین که در آن کاربران می‌توانند موجودات دیجیتال به نام Axie را پرورش داده و در نبردها شرکت کنند.
- روبلاکس (Roblox)

پلتفرمی برای ساخت و بازی در بازی‌های کاربرساخته که به کاربران امکان می‌دهد دنیای مجازی خود را ایجاد و با دیگران به اشتراک بگذارند.
- زندگی دوم (Second Life)

یکی از قدیمی‌ترین دنیای مجازی که به کاربران اجازه می‌دهد آواتار خود را بسازند و در دنیای مجازی تعامل کنند.
- سومنیوم اسپیس (Somnium Space)

پلتفرمی برای واقعیت مجازی که به کاربران امکان خرید، فروش و توسعه زمین‌های مجازی را می‌دهد.
- کریپتووکسلس (Cryptovoxels)

دنیای مجازی مبتنی بر بلاک‌چین که به کاربران اجازه می‌دهد زمین‌های مجازی را خریداری و در آن‌ها ساخت‌وساز کنند.
- وکسلس (Voxels)

پلتفرمی برای ساخت و به اشتراک‌گذاری دنیای مجازی که به کاربران امکان می‌دهد فضاهای سه‌بعدی خود را ایجاد کنند.
- های فیدلیتی (High Fidelity)

پلتفرمی برای واقعیت مجازی که به کاربران امکان برقراری ارتباط و تعامل در دنیای مجازی را می‌دهد.
- اسپیشیال (Spatial)

پلتفرمی برای واقعیت افزوده و مجازی که به کاربران امکان برگزاری جلسات و رویدادهای آنلاین را می‌دهد.
- بلوک‌توپیا (Blocktopia)

پلتفرمی برای واقعیت مجازی که به کاربران امکان خرید، فروش و توسعه زمین‌های مجازی را می‌دهد.
- استار اطلس (Star Atlas)

بازی متاورسی مبتنی بر بلاک‌چین که در آن کاربران می‌توانند در دنیای فضایی کاوش کنند و منابع جمع‌آوری کنند.
- ایلوویوم (Illuvium)

بازی متاورسی مبتنی بر بلاک‌چین که در آن کاربران می‌توانند موجودات دیجیتال را شکار و پرورش دهند.
- رندر توکن (Render Token)

پلتفرمی برای رندرینگ و پردازش گرافیکی در دنیای مجازی و بازی‌ها.
- آوگوتچی (Aavegotchi)

بازی متاورسی مبتنی بر بلاک‌چین که در آن کاربران می‌توانند موجودات دیجیتال را جمع‌آوری و پرورش دهند.
- استار اطلس داو (Star Atlas DAO)

پلتفرمی برای مدیریت و توسعه بازی استار اطلس که به کاربران امکان مشارکت در تصمیم‌گیری‌ها را می‌دهد.
- نئوس متاورس (Neos Metaverse)

پلتفرمی برای واقعیت مجازی که به کاربران امکان برقراری ارتباط و تعامل در دنیای مجازی را می‌دهد.
- بوسون پروتکل (Boson Protocol)

پلتفرمی برای تجارت و مبادله دارایی‌های دیجیتال در دنیای مجازی.
- متارنگ (MetaRGB)

پلتفرم بومی‌سازی‌شده برای کاربران که امکان خرید، فروش و توسعه زمین‌های مجازی را با استفاده از ارز ریال فراهم می‌کند. 
- نتورک (Netvrk)

پلتفرمی برای ساخت و به اشتراک‌گذاری دنیای مجازی که به کاربران امکان می‌دهد فضاهای سه‌بعدی خود را ایجاد کنند.
- رئالم (Realms)

پلتفرمی برای ساخت و به اشتراک‌گذاری دنیای مجازی که به کاربران امکان می‌دهد فضاهای سه‌بعدی خود را ایجاد کنند.
- آوری (Aave)

بازی متاورسی مبتنی بر بلاک‌چین(بلاک‌چین به‌عنوان زیرساخت اصلی متاورس، مالکیت دارایی‌های دیجیتال را مدیریت می‌کند و از شفافیت و امنیت تراکنش‌ها اطمینان می‌دهد) که در آن کاربران می‌توانند موجودات دیجیتال را شکار و پرورش دهند.